# Arcidiocesi di Arles

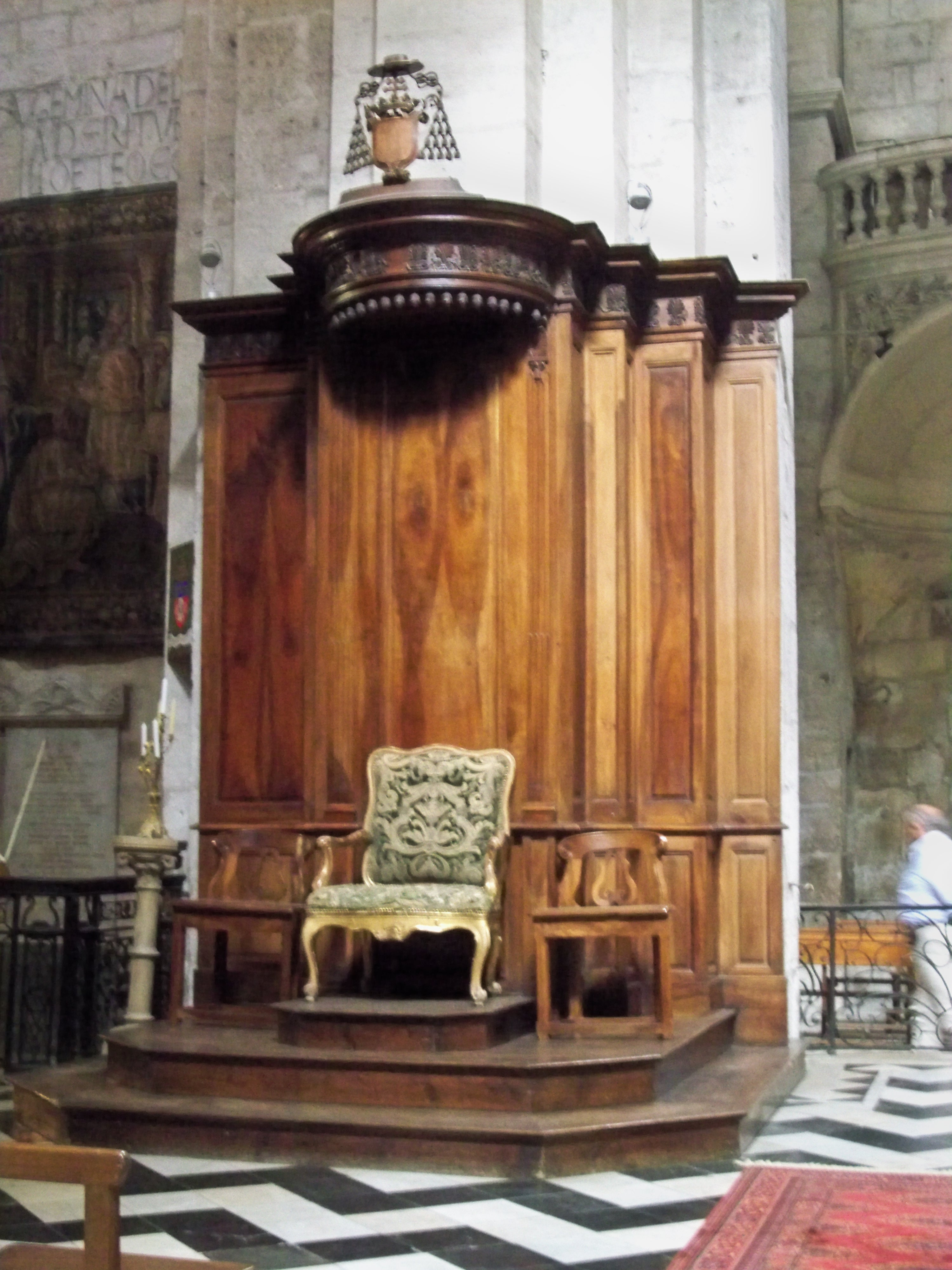
La cattedra nell'ex cattedrale di San Trofimo

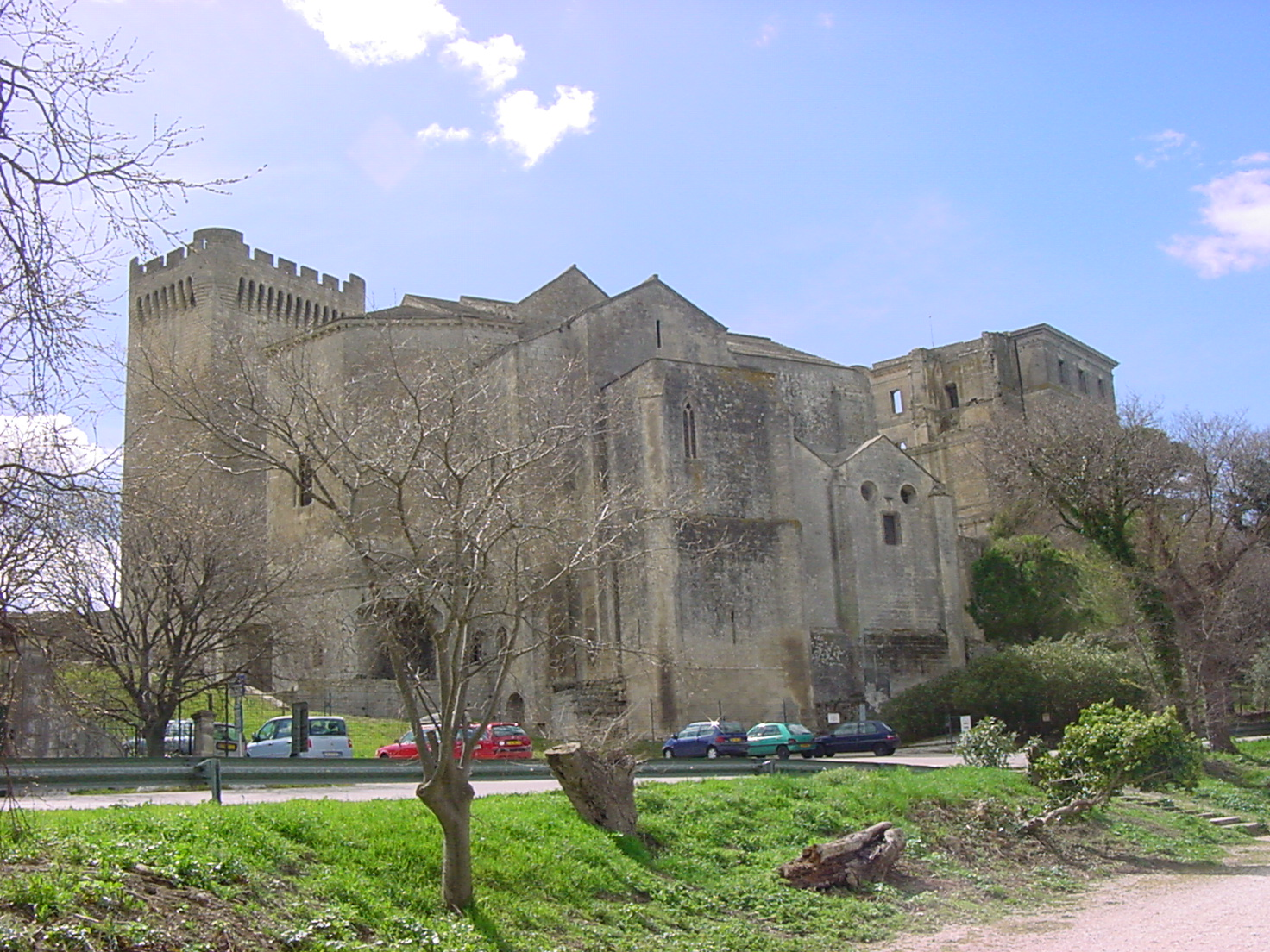
L'abbazia di Montmajour, a quattro chilometri da Arles, fondata nel X secolo.

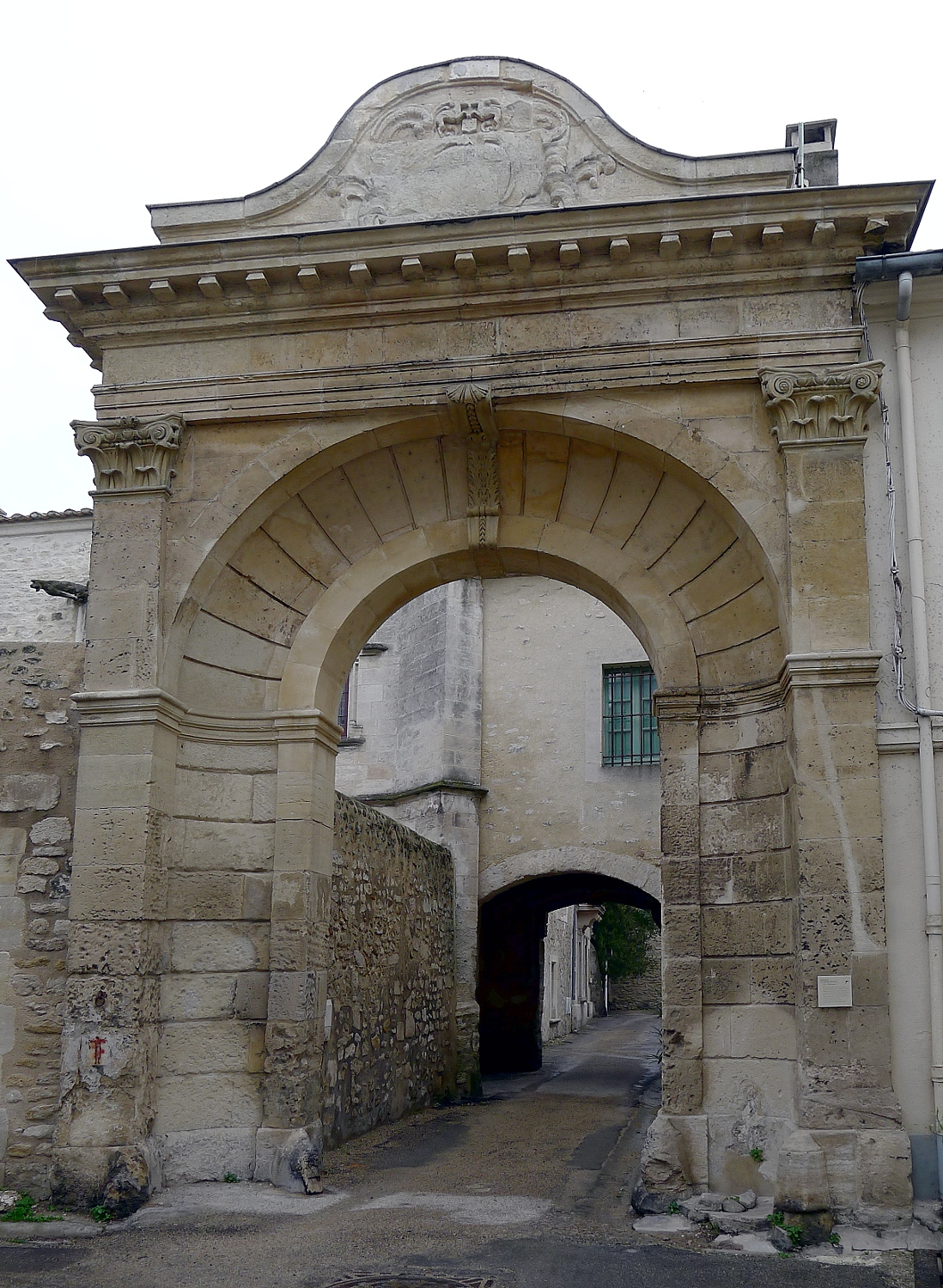
Il portale dell'abbazia di San Cesareo ad Arles, fondata nel VI secolo, è una delle poche vestigia superstiti dell'antico edificio religioso, venduto durante la rivoluzione francese e quasi totalmente demolito.

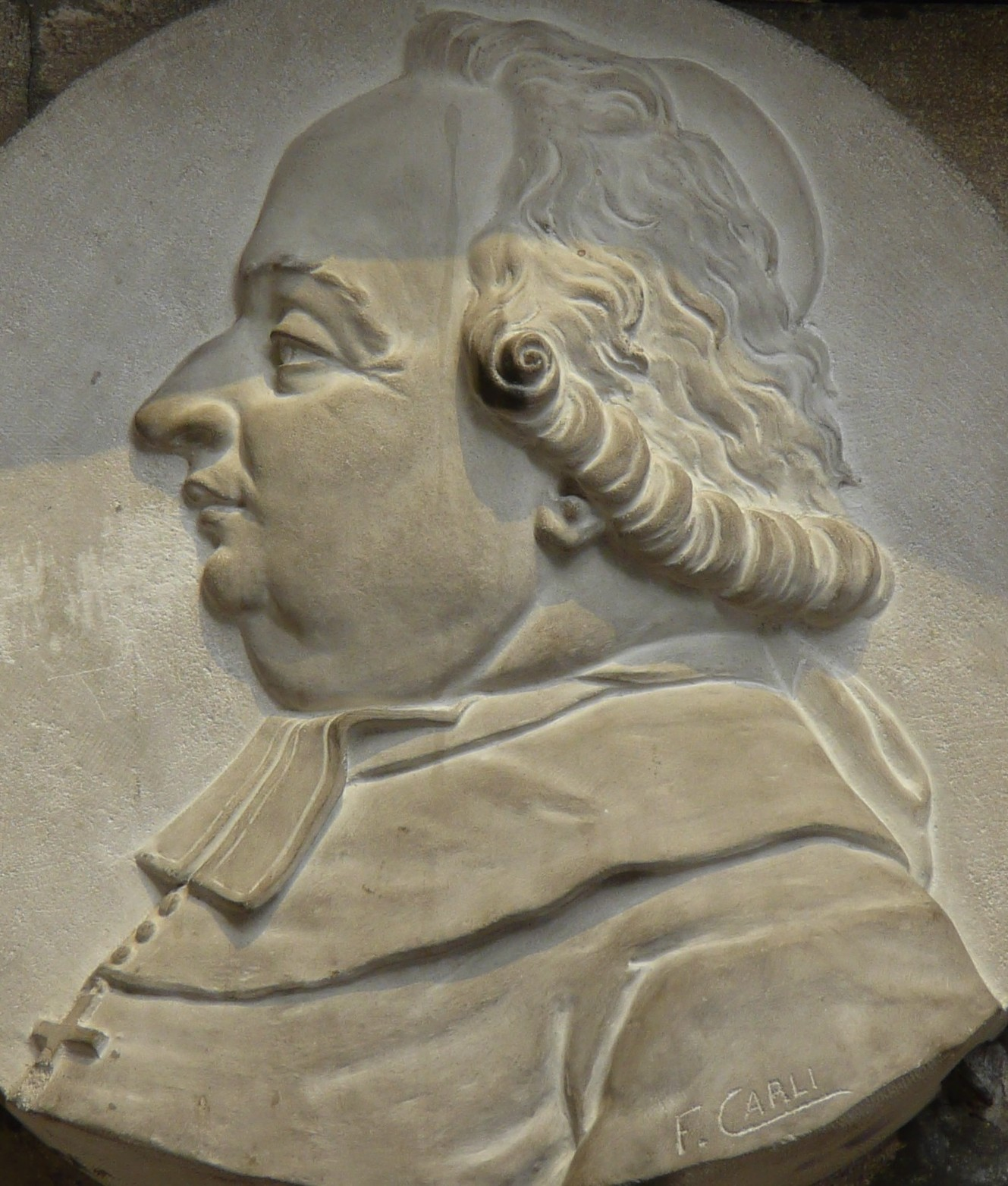
L'ultimo arcivescovo di Arles, Jean-Marie du Lau d'Alleman, beatificato da papa Pio XI il 17 ottobre 1926, insieme con gli altri martiri dei massacri di settembre.

L'arcidiocesi di Arles (in latino: Archidioecesis Arelatensis) è una sede soppressa della Chiesa cattolica.

## Territorio
Nel XVIII secolo l'arcidiocesi di Arles contava 51 parrocchie, delle quali 39 in Provenza, 7 in Linguadoca e 5 in Camargue; a queste si devono aggiungere le 8 parrocchie della città arcivescovile. Essa confinava ad ovest con la diocesi di Nîmes, a nord con l'arcidiocesi di Avignone, ad est con l'arcidiocesi di Aix e con la diocesi di Marsiglia.
Sede arcivescovile era la città di Arles, dove fungeva da cattedrale la chiesa di San Trofimo, edificata nel V secolo e interamente ricostruita nel XII secolo. Nel 2003 sono stati riportati alla luce i resti di una precedente cattedrale paleocristiana.
Nel Settecento la provincia ecclesiastica di Arles comprendeva le seguenti diocesi suffraganee: Orange, Marsiglia, Tolone e Saint-Paul-Trois-Châteaux.
Delle molte abbazie presenti nel territorio dell'arcidiocesi, al momento della rivoluzione francese ne sussistevano solo due: l'abbazia benedettina di Montmajour nei pressi di Arles, e l'abbazia femminile di San Cesareo all'interno della città episcopale.

## Storia
La diocesi di Arles è stata una delle sedi della Chiesa cattolica più antiche e venerabili della Gallia. La data dell'erezione della diocesi non è nota, ma in ogni caso risale all'inizio dell'instaurazione della Chiesa cattolica in Gallia. Secondo la tradizione san Trofimo avrebbe evangelizzato la città di Arles e ne sarebbe divenuto il primo pastore tra il 220 e il 240.
Storicamente la traccia più antica risale al III secolo. Si tratta di una lettera di Cipriano, vescovo di Cartagine, indirizzata a papa Stefano I per invocare la difesa dei cristiani pentiti della città di Arles, dopo le persecuzioni di Decio, nella quale è nominato il primo vescovo storicamente accertato, Marciano, del quale Cipriano chiede al papa, su rapporto di san Faustino, vescovo di Lione, la deposizione per la sua adesione allo scisma di Novaziano. Questa lettera è datata 254.
Pur essendo una semplice civitas della provincia della Gallia Viennense, nel corso del IV secolo crebbe l'importanza della sede di Arles. In questo secolo vi furono celebrati due importanti concili: il concilio del 314, sotto la presidenza del vescovo Marino, per condannare il donatismo; e quello del 353, quando il vescovo Saturnino cercò d'imporre l'arianesimo.
Fu solo agli inizi del V secolo che anche nella Gallia iniziò ad instaurarsi il sistema metropolitano, già largamente diffuso nelle province orientali dell'Impero. Nel 417 papa Zosimo conferì l'autorità metropolitana al vescovo di Arles sulle province della Gallia Viennense e della Gallia Narbonense I e II. Tale decisione fu contestata dai vescovi di Narbona e di Marsiglia, che facevano valere il concetto che nessun vescovo di una determinata provincia poteva essere ordinato dal vescovo di una provincia straniera; e dai vescovi di Vienne, che rivendicavano il diritto metropolitico per il fatto che la città era stata la capitale della provincia Viennense. Questi argomenti furono riconosciuti da papa Bonifacio I che, nel 420, dichiarò che il primato concesso al vescovo Patroclo di Arles era a titolo puramente personale ed attribuì le funzioni di metropolita all'arcivescovo di Vienne. Nel 426 fu nominato vescovo l'abate sant'Onorato fondatore dell'abbazia di Lerino e nel 429 gli successe come vescovo il suo compagno monaco sant'Ilario.
Ma le dispute fra le sedi di Arles e di Vienne continuarono per tutta la prima metà del secolo. Il 5 maggio 450 papa Leone I divise la Gallia Viennense in due province ecclesiastiche distinte, assegnando a Vienne le diocesi di Valence, Grenoble e Ginevra, mentre ad Arles rimanevano tutte le altre diocesi della provincia, oltre ad alcune della Narbonense II.
Nel corso del VI secolo, l'importanza di Arles crebbe di nuovo, quando nel 513 papa Simmaco concesse a san Cesario importanti privilegi e poteri, confermati l'anno seguente, che fecero dell'arcivescovo di Arles il rappresentante della Santa Sede nelle Gallie e nella Hispania. Gli storici parlano dell'istituzione di un vicariato di Arles, paragonabile a quello di Tessalonica per la Grecia e l'Illirico, che risale già all'epoca di papa Zosimo, ma che si sviluppa soprattutto nel VI secolo. Gli arcivescovi, nella loro qualità di vicari papali, presiedettero a numerosi concili nazionali nel corso del secolo: Parigi nel 552 e 573; Arles nel 554; Orléans nel 541 e nel 549; Mâcon nel 581 e nel 585; Lione nel 570 e Valence nel 574. Durante il VII secolo la primazia di Arles venne meno, fino a scomparire completamente a vantaggio della sede di Lione.
Nel 794, al sinodo di Francoforte, i confini fra le province di Arles e di Vienne furono nuovamente discussi. La provincia ecclesiastica di Arles perse le sedi di Aix e di Embrun, che furono elevati al rango di arcidiocesi metropolitane. La provincia ecclesiastica di Arles conservò tuttavia le diocesi suffraganee di Marsiglia, Tolone, Orange, Saint-Paul-Trois-Châteaux, Avignone, Vaison, Cavaillon e Carpentras.
Nel 1475, alla morte dell'arcivescovo di Arles, Philippe de Lévis, papa Sisto IV ridusse il numero delle diocesi appartenenti alla provincia ecclesiastica di Arles, staccandone quella di Avignone, eretta a diocesi metropolitana, alla quale attribuì come diocesi suffraganee quelle di Carpentras, Cavaillon e Vaison.
L'ultimo arcivescovo di Arles fu Jean-Marie du Lau d'Alleman, deposto nel 1790, imprigionato a Parigi e ucciso dalla folla il 2 settembre 1792, sarà proclamato beato da papa Pio XI il 17 ottobre 1926.
La diocesi fu soppressa in seguito al concordato con la bolla Qui Christi Domini di papa Pio VII del 29 novembre 1801 e il suo territorio incorporato in quello dell'arcidiocesi di Aix.
Nel giugno 1817 fra Santa Sede e governo francese fu stipulato un nuovo concordato, cui fece seguito il 27 luglio la bolla Commissa divinitus, con la quale il papa restaurava la sede metropolitana di Arles, con le suffraganee di Marsiglia e di Ajaccio. Il 1º ottobre fu nominato nuovo arcivescovo Jean-Claude Leblanc de Beaulieu, vescovo di Soissons. Tuttavia, poiché il concordato non entrò in vigore in quanto non ratificato dal Parlamento di Parigi, queste decisioni non ebbero alcun effetto e la sede di Arles non fu mai più ristabilita.
Dal 1822 l'arcivescovo di Aix porta anche il titolo di arcivescovo di Arles.
La sede arlesiana annovera fra i suoi vescovi alcuni altri grandi santi: Onorato, Ilario, Cesario e Aureliano.

## Cronotassi dei vescovi
Il più antico catalogo episcopale è contenuto in un sacramentario della Chiesa di Arles; nella sua parte originaria il catalogo è databile all'incirca al 900. L'elenco, compatibile con i dittici per l'uso liturgico, è corrotto in più parti, non contiene nomi di vescovi certi, documentati da altre fonti storiche; e contiene altresì nomi di vescovi dubbi o addirittura spuri.
- San Trofimo † (prima del 250)
- San Regolo †[10]
- Marciano † (menzionato nel 254 circa)[11]
- Marino † (prima del 313 - dopo il 314)
- Martino †
- Nicasio †
- Crescenzio †[12]
- Valentino † (menzionato nel 346)[13]
- Saturnino † (prima del 353 - 362 deposto)[14]
- San Concordio † (menzionato nel 374)[15]
- Grato †
- Ambrogio ? †
- Martino ? †
- Ingenuo † (menzionato nel 396)
- Agostino ? †
- Girolamo ? †
- Savino †[16]
- Erode † (circa 408 - circa 412 deposto)[17]
- Patroclo † (412 - 426 deceduto)[18]
- Sant'Onorato † (426 - 14 o 15 gennaio 429 deceduto)
- Sant'Ilario † (429 - 5 maggio 449 deceduto)
- Ravennio † (prima del 22 agosto 449 - dopo il 455)[19]
- Augustale †[20]
- Leonzio † (prima di gennaio 462 - dopo il 474/475)
- Sant'Eonio † (prima del 494 - 17 agosto 502 deceduto)[21]
- San Cesario † (502 - 27 agosto 542 deceduto)[22]
- Presario ? †[23])
- Aussiano † (prima del 18 ottobre 543 - dopo il 22 maggio 545 deceduto)
- Sant'Aureliano † (prima del 23 agosto 546 - 16 giugno 551 deceduto)
- Sapaudo † (circa 552 - 586 deceduto)[24]
- Licerio † (586 - 588 deceduto)
- Pascasio ? †[25]
- San Virgilio † (588 - ottobre 610 deceduto)[26]
- Floriano † (prima del 23 agosto 613 - dopo ottobre 614)
- Cipriano ? †[27]
- Teodosio † (prima di agosto 632 - 650 deposto)[28]
- Giovanni I † (prima del 659 circa[29] - dopo il 668)[30]
- Anastasio ? †
- Austroberto ? †[31]
- Felice † (prima di ottobre 679 - dopo marzo 680)
- Wolberto † (menzionato il 1º febbraio 683)[32]
- Aureliano II ? †
- Policarpo ? †
- Martino ? †
- Protasio ? †
- Imnodio ? †
- Giorgio ? †
- Ratberto ? †
- Cautsario ? †
- Wilimario ? †
- Wiliario ? †
- Arladio ? †
- Elifanto † (prima del 788 - dopo il 794)
- Lupone ? †[33]
- Giovanni II † (prima dell'811 - dopo l'816)
- Notone † (prima di novembre 824 - dopo l'844[34]
- San Rotlando o Rolando † (prima dell'852 circa - 19 settembre 869 deceduto)
- Rostagno † (prima di marzo 871 - circa 913 deceduto)[35]
  - Ponzio ? † (914) (vescovo eletto)[36]
- Manasse[37] † (prima del 920 - dopo novembre 961)
- Iterio † (prima di marzo 963 - circa 981 dimesso)[38]
- Annone † (prima di giugno 981 - 994 dimesso)[39]
  - Sede vacante o vescovi non noti (994 - ?)[40]
- Pons de Marignane † (prima del 1005 - dopo giugno 1029 dimesso)[41]
- Raimbaud de Reillanne † (circa 1030 - 1065 o 1067 dimesso)
- Aicardo † (prima del 1070 - 1080 deposto)[42]
  - Aicardo di Arles † (1080 - agosto 1113 deceduto) (illegittimo)[43]
- Gibelino di Sabran † (1080 - 1107 nominato patriarca di Gerusalemme)
  - Sede vacante (1107-1115)[44]
- Atton di Bruniquel † (prima di ottobre 1115 - 6 marzo circa 1129 deceduto)
- Bernard Garin (o Guérin) † (prima di agosto 1129 - 2 marzo circa 1138 deceduto)
- Guillaume Monge † (prima di agosto 1139 - 28 dicembre 1141 deceduto)
- Raimond de Montredon † (1142 - 16 aprile 1160 deceduto)
  - Sede vacante (1160-1163)
- Raimon de Bollène † (1163 - 22 giugno 1182 deceduto)
- Pierre Isnard † (1183 - 30 novembre o 1º dicembre 1190 deceduto)
- Imbert d'Eyguières † (prima di ottobre 1191 - 20 luglio 1202 deceduto)
- Michel de Mouriès (o de Morèse) (1202 - 21 luglio 1217 dimesso)
- Hugues I † (10 febbraio 1217 - 29 agosto 1217 deceduto)
- Hugues Béroard † (25 giugno 1218 - 18 novembre 1232 deceduto)
- Jean Baussan † (23 gennaio 1234 - 24 novembre 1258 deceduto)
- Bertran Malferrat † (25 novembre 1258 - 25 maggio 1262 deceduto)
- Florent † (28 novembre 1262 - 29 giugno 1266 deceduto)
- Bertran de Saint-Martin, O.S.B. † (11 ottobre 1266 - 3 giugno 1273 nominato vescovo di Sabina)
- Bernard de Languissel † (1273 - 12 aprile 1281 nominato vescovo di Porto e Santa Rufina)
- Bertrand Amalric † (20 dicembre 1281 - 31 marzo 1286 deceduto)
- Rostaing de la Capre † (5 agosto 1286 - 22 o 23 agosto 1303 deceduto)
- Peire de Ferrières † (30 gennaio 1304 - 8 novembre 1307 deceduto)
- Arnaud de Faugères † (30 gennaio 1308 - 19 dicembre 1310 nominato vescovo di Sabina)
- Gaillard de Faugères † (12 gennaio 1311 - 24 gennaio 1318 nominato vescovo di Angoulême)
- Gaillard de Saumate † (8 febbraio 1318 - 31 luglio 1323 deceduto)
- Gasbert de Valle † (26 agosto 1323 - 1º ottobre 1341 nominato arcivescovo di Narbona)
- Jean de Cardonne † (3 ottobre 1341 - 23 novembre 1348 deceduto)
- Étienne Aldebrand, O.S.B. † (14 agosto 1348 - 22 dicembre 1350 nominato arcivescovo di Tolosa)
- Étienne de la Garde † (8 gennaio 1351 - 19 maggio 1361 deceduto)[45]
- Guillaume de la Garde † (16 giugno 1361 - 1374 deceduto)[46]
- Pierre de Cros, O.S.B. † (2 agosto 1374 - gennaio 1388 dimesso)
- François de Conzié † (20 gennaio 1388 - 17 ottobre 1390 nominato arcivescovo di Tolosa)
- Jean de Rochechouart † (17 ottobre 1390 - 13 dicembre 1398 deceduto)
- Pietro de Luna † (1398 - 1404 dimesso)[47]
- Artaud de Mélan † (17 dicembre 1404 - 1º novembre 1410 deceduto)
  - Jean Allarmet de Brogny † (24 novembre 1410 - 3 dicembre 1423 dimesso) (amministratore apostolico)
- Beato Louis Aleman † (3 dicembre 1423 - 25 maggio 1426 dimesso)
  - Beato Louis Aleman † (25 maggio 1426 - 11 aprile 1440 deposto) (amministratore apostolico)
  - Robert Damiani † (28 maggio 1440 - 1442 dimesso) (amministratore apostolico)
  - Barthélémy † (26 ottobre 1442 - 1443 dimesso) (amministratore apostolico)
  - Jean de Bellavalle † (20 novembre 1443 - 27 ottobre 1447 nominato vescovo di Angers) (amministratore apostolico)
  - Pierre du Lac, O.S.B. † (27 ottobre 1447 - ?) (vescovo eletto)[48]
  - Guillaume d'Estouteville † (1449 - 1449) (amministratore apostolico)
- Beato Louis Aleman † (19 dicembre 1449 - 16 settembre 1450 deceduto) (per la seconda volta)
  - Pietro di Foix † (25 settembre 1450 - 1463 dimesso) (amministratore apostolico)[49]
- Philippe de Lévis † (24 marzo 1463 - 4 novembre 1475 deceduto)
- Eustache de Lévis † (20 novembre 1475 - 21 aprile 1489 deceduto)
- Niccolò Cybo † (24 aprile 1489 - 1499 deceduto)
- Jean Ferrier I † (26 luglio 1499 - 17 gennaio 1521 deceduto)
- Jean Ferrier II † (17 gennaio 1521 succeduto - 1550 deceduto)
- Jacques du Broullat † (28 novembre 1550 - 1560 deposto)
  - Robert de Lénoncourt † (7 febbraio 1560 - 4 febbraio 1561 deceduto) (amministratore apostolico)
- Antoine d'Albon † (1561 - 1562 dimesso)
  - Ippolito d'Este † (1562 - 1566 dimesso) (amministratore apostolico)
  - Prospero Santacroce † (17 giugno 1566 - 1574 dimesso) (amministratore apostolico)
- Silvio Santacroce † (15 marzo 1574 - 1598 dimesso)
- Orazio Montano † (15 novembre 1598 - 11 settembre 1603 deceduto)
- Gaspard du Laurens † (27 giugno 1605 - 12 luglio 1630 deceduto)
- Jean Jaubert de Barrault † (12 maggio 1631 - 30 luglio 1643 deceduto)
- François Adhémar de Monteil de Grignan † (16 gennaio 1645 - 9 marzo 1689 deceduto)
- Jean-Baptiste Adhémar de Monteil de Grignan † (9 marzo 1689 - 11 novembre 1697 deceduto)
- François de Mailly † (7 aprile 1698 - 1º dicembre 1710 nominato arcivescovo di Reims)
- Jacques II de Forbin-Janson † (1º giugno 1711 - 13 gennaio 1741 deceduto)
- Jacques-Bonne Gigault de Bellefonds † (20 dicembre 1741 - 2 maggio 1746 nominato arcivescovo di Parigi)
- Jean-Joseph Chapelle de Saint-Jean de Jumilhac † (19 settembre 1746 - 20 febbraio 1775 deceduto)
- Beato Jean-Marie du Lau d'Alleman † (24 aprile 1775 - 2 settembre 1792 deceduto)
  - Sede vacante (1792-1801)